# Mesothea incertata
Mesothea incertata là một loài bướm đêm trong họ Geometridae.